# Rafael Bilú
Rafael Bilú Mudesto (San Paolo, 21 aprile 1999) è un calciatore brasiliano, attaccante della Juventude.

## Carriera
Cresciuto nel settore giovanile del Corinthians, debutta in prima squadra il 25 novembre 2018 in occasione dell'incontro di Série A pareggiato 0-0 contro la Chapecoense.

## Statistiche
Statistiche aggiornate al 7 dicembre 2021.

### Presenze e reti nei club
| Stagione        | Squadra         | Campionato      | Campionato | Campionato | Coppe nazionali | Coppe nazionali | Coppe nazionali | Coppe continentali | Coppe continentali | Coppe continentali | Altre coppe | Altre coppe | Altre coppe | Totale | Totale | Totale |
| Stagione        | Squadra         | Comp            | Pres       | Reti       | Comp            | Pres            | Reti            | Comp               | Pres               | Reti               | Comp        | Pres        | Reti        | Pres   | Reti   |        |
| --------------- | --------------- | --------------- | ---------- | ---------- | --------------- | --------------- | --------------- | ------------------ | ------------------ | ------------------ | ----------- | ----------- | ----------- | ------ | ------ | ------ |
| 2018            | Corinthians     | A1/SP+A         | 0+1        | 0          | CB              | 0               | 0               |                    | -                  | -                  |             | -           | -           | 0+1    | 0      |        |
| 2019            | América-MG      | M1/MG+B         | 0+10       | 1          | CB              | 0               | 0               |                    | -                  | -                  |             | -           | -           | 0+10   | 1      |        |
| 2020            | CSA             | PD/AL+B         | 8+23       | 1+3        | CB              | 1               | 0               |                    | -                  | -                  | CdN         | 7           | 0           | 39     | 4      |        |
| 2021            | CSA             |                 | -          | -          |                 | -               | -               |                    | -                  | -                  | CdN         | 1           | 0           | 1      | 0      |        |
| 2021            | Mirassol        | A1/SP+C         | 1+0        | 0          | CB              | 0               | 0               |                    | -                  | -                  |             | -           | -           | 1+0    | 0      |        |
| 2021            | Juventude       | PD/RS+A         | 0+5        | 0          | CB              | 0               | 0               |                    | -                  | -                  |             | -           | -           | 0+5    | 0      |        |
| Totale carriera | Totale carriera | Totale carriera | 48         | 2          |                 | 1               | 0               |                    | -                  | -                  |             | 8           | 3           | 57     | 5      |        |